# Centro Espacial Satish Dhawan
O Centro Espacial de Satish Dhawan (em inglês Satish Dhawan Space Centre, ou SDSC)é o Centro de Lançamento da Organização Indiana de Pesquisa Espacial (ISRO).
Ele está localizado em Sriharikota, em Andhra Pradesh, na Índia. O mesmo está localizado a 80 km ao norte de Chennai, no sul da Índia.

## História
Ele foi originalmente denominado de Sriharikota Launching Range. Mas após a morte do ex-dirigente da ISRO, Satish Dhawan, em 2002, o centro espacial foi renomeado em sua homenagem. Durante essas mudanças manteve a sigla SHAR.
O centro tornou-se operacional em 01 de outubro de 1971, quando lançou o foguete de pesquisa RH-125. Em 10 de agosto de 1979, a primeira tentativa de lançamento para a órbita do satélite, Rohini 1A, mas devido a uma falha no lançamento a operação não foi bem sucedida. Em 19 de agosto de 1979, o lançamento foi repetido com o satélite Rohini 1B, desta vez o lançamento foi realizado com sucesso.
Atualmente, existem duas plataformas de lançamento.
Em 22 de outubro de 2008, foi lançado o Chandrayaan-1.